# زمان انور
زمان انور کشتی‌گیر حرفه‌ای پاکستانی است. او در بازی‌های آسیای جنوبی ۲۰۱۶ طلا گرفت و در بازی‌های مشترک المنافع ۲۰۲۲ مدال نقره گرفت. او در بازی‌های مشترک المنافع ۲۰۱۴ نیز شرکت کرد.